# 闞稜
闞稜（?—625年），齐州临济人。
其人相貌魁雄，善用長達丈餘的兩刃刀，名曰“拍刃”，是同乡杜伏威養子，由於作戰勇猛，功績過人，遂官拜左將軍，當時杜伏威有养子三十人，以阚棱與王雄诞最為知名。由於闞稜較王雄诞年長，军中慣称阚棱为大将军，称雄诞为小将军。當時杜伏威的部下多為盜賊出身，時常侵害百姓，闞稜一一審理所有案件，就算親朋故舊亦執法無私。
622年七月，杜伏威為唐皇李淵入朝，闞稜隨他同往被封為左領軍將軍、越州都督。由於杜伏威臨行前以輔公祏留守丹陽，但兵權交給右將軍王雄誕，輔公祏心生不滿。輔公祏縊殺王雄誕反唐，闞稜加入唐軍，隨李孝恭、李靖南征平亂，在青林山一戰中與輔公祏部將陳正通接戰時，脫下甲冑露出面容，說：“不識我邪？何敢戰！”因為陳正通屬下士兵多是闞稜的舊部，見到是他來征討，登時喪失鬥志，或逃或降。
625年，因為闞稜自持功高頗為驕衿。且輔公祏誣指闞稜與己通謀。加上李孝恭在籍沒賊黨田宅時，闞稜及杜伏威、王雄誕在輔公祏領土境內的田宅，全被沒收，闞稜托詞上訴，頂撞到李孝恭，被李孝恭以謀反下令誅殺。